# District de Bor
Pour les articles homonymes, voir Bor.
Le district de Bor (en serbe cyrillique : Борски округ ; en valaque : regiunea Bor) est situé en Serbie centrale. Au recensement de 2011, il comptait 123 848 habitants. Le centre administratif du district de Bor est la ville de Bor.

## Villes et municipalités du district de Bor
| Nom       | Superficie (en km²) | Population 2002 | Population 2011 | Statut       |
| --------- | ------------------- | --------------- | --------------- | ------------ |
| Bor       | 856                 | 55 817          | 48 155          | Municipalité |
| Kladovo   | 629                 | 23 613          | 20 635          | Municipalité |
| Majdanpek | 932                 | 23 703          | 18 179          | Municipalité |
| Negotin   | 1 089               | 43 418          | 36 879          | Municipalité |
| Total     | 3 506               | 146 551         | 123 848         |              |

## Autre
La région de Bor est riche en mines de cuivre et d'or.